# Onregelmatigheidstoeslag
Een onregelmatigheidstoeslag is een toeslag die een werknemer op zijn brutoloon krijgt wanneer deze op onregelmatige tijden moet werken. Vaak is zo'n toeslag geregeld in de cao en kan het een vaste vergoeding zijn, of berekend worden op basis van de gewerkte uren. 
Voorbeelden van een onregelmatigheidstoeslag zijn toeslagen die toegekend worden als een werknemer wisselende diensten in een ploegendienst draait. 